# Curio repens
Curio repens es una especie de planta de la familia Asteraceae. Llamada comúnmente senecio azul, es originaria de la Provincia del Cabo Occidental, Sudáfrica. Se encuentra generalmente creciendo entre grietas en laderas de arenisca.

## Descripción y cultivo
Es un arbusto enano de crecimiento bajo y rastrero que forma una capa densa de unos 20 cm de altura y presenta hojas carnosas grisáceas-azuladas, como dedos. Produce flores blancas con tintes amarillos y rosados en el estambre, pequeñas y redondas, parecidas a pompones, que superficialmente pueden parecerse a un "virus". La época de floración suele ser entre primavera y otoño.
Tolerante a la sequía, se usa como ornamental en cobertura del suelo o en rocallas. Se cultiva en suelos arenosos, secos a ligeramente húmedos, a pleno sol o algo de sombra parcial, y se propaga fácilmente por esquejes.
Se distingue de Curio talinoides por sus hojas más cortas, más anchas y, a menudo, en forma de bote.

## Taxonomía
La especie fue descrita iniciamente como Senecio serpens por Gordon Douglas Rowley en National Cactus and Succulent Journal 10: 31, en 1955, actualmente es un sinónimo de esta. Finalmente, sería descrita como Curio repens por Paul V. Heath en Calyx. Sutton under Whitestone Cliffe 5(4): 136, en 1997, siendo esta última, descrita inicialmente como Cacalia repens por Carlos Linneo en Mantissa Plantarum 1: 110, en 1767, considerado tanto un sinónimo como el basónimo de esta.

#### Etimología
Ver: Curio
repens: epíteto latino que significa "rastrero".

## Galería

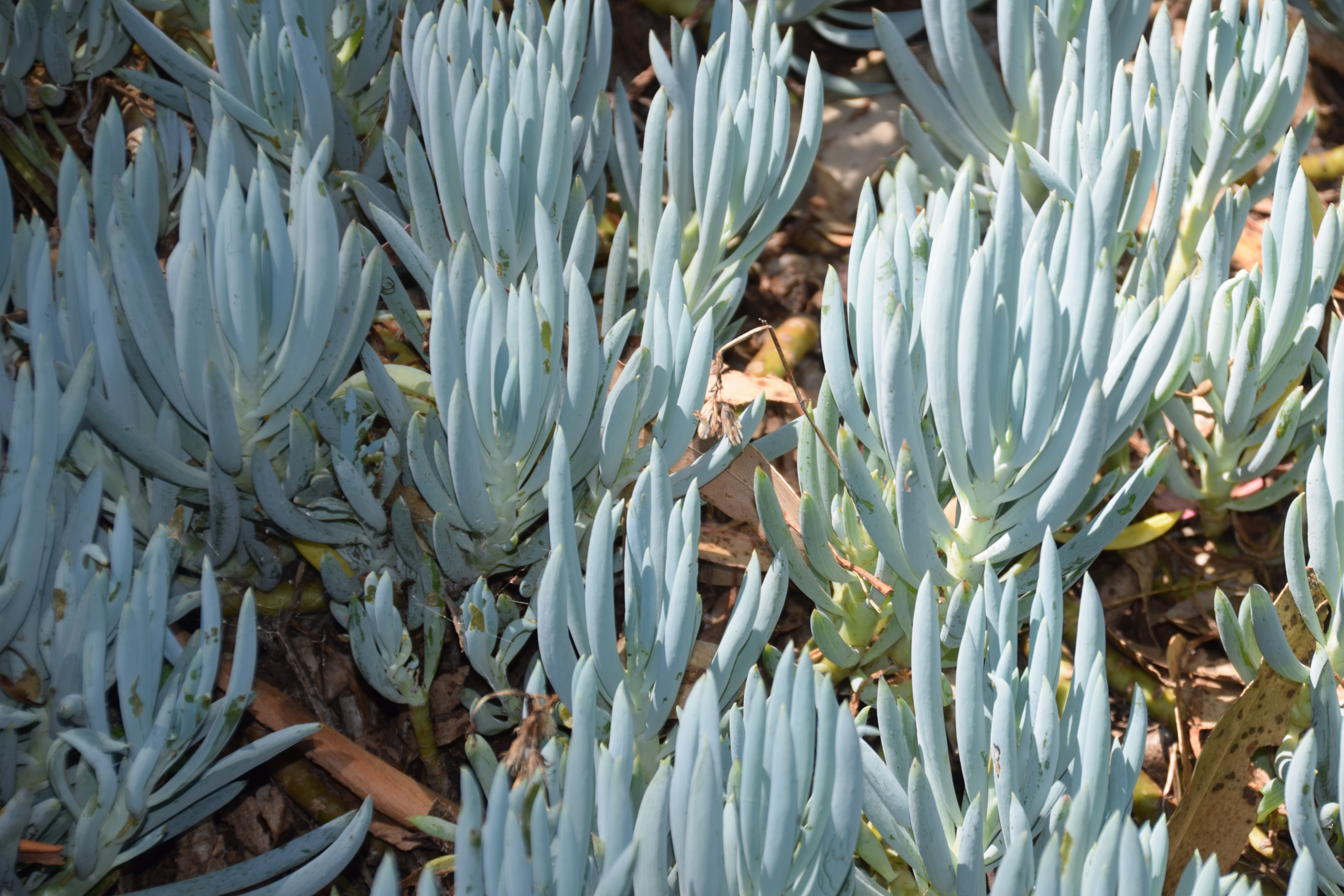
Ramas en detalle.
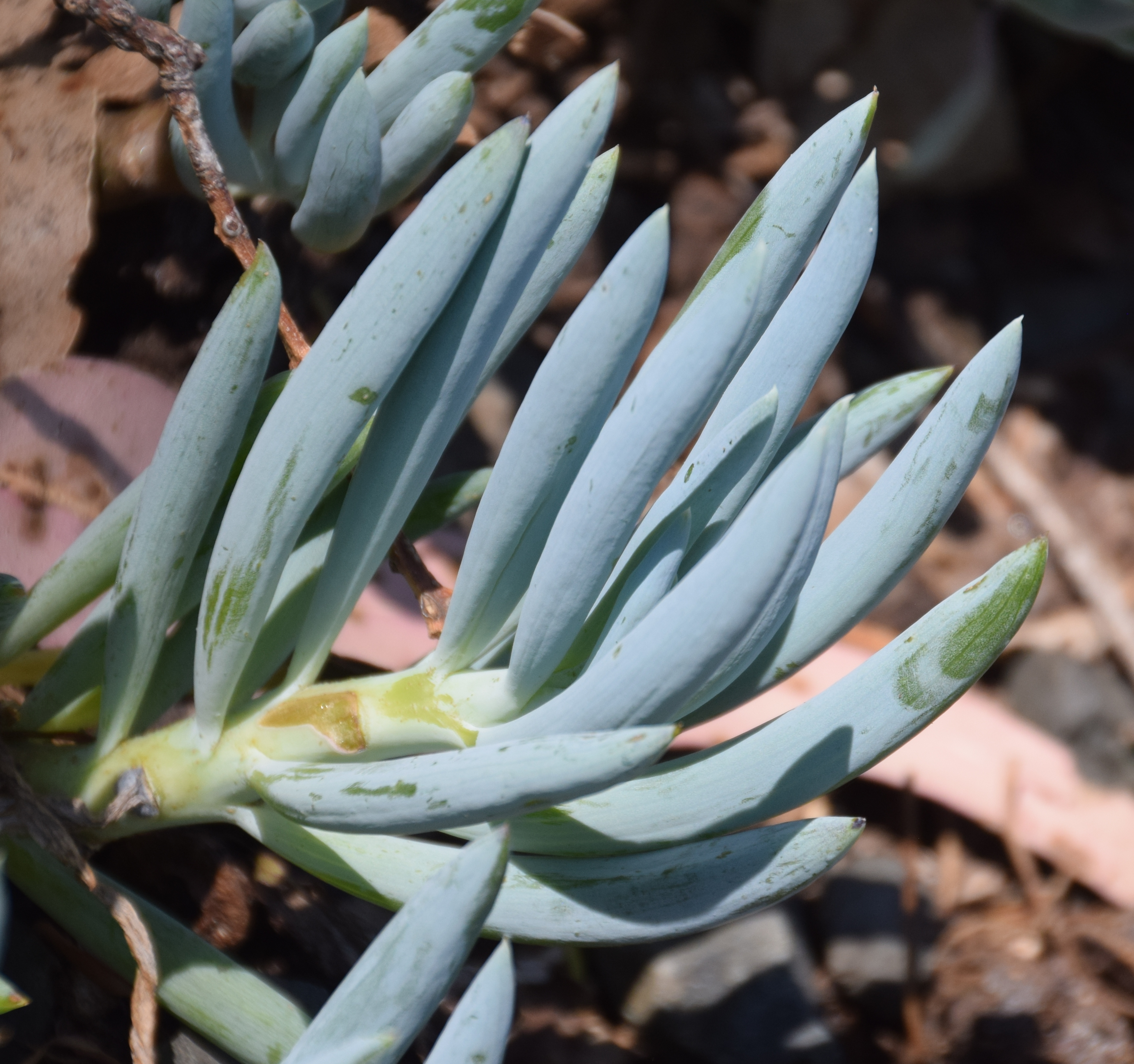
Hojas en detalle.
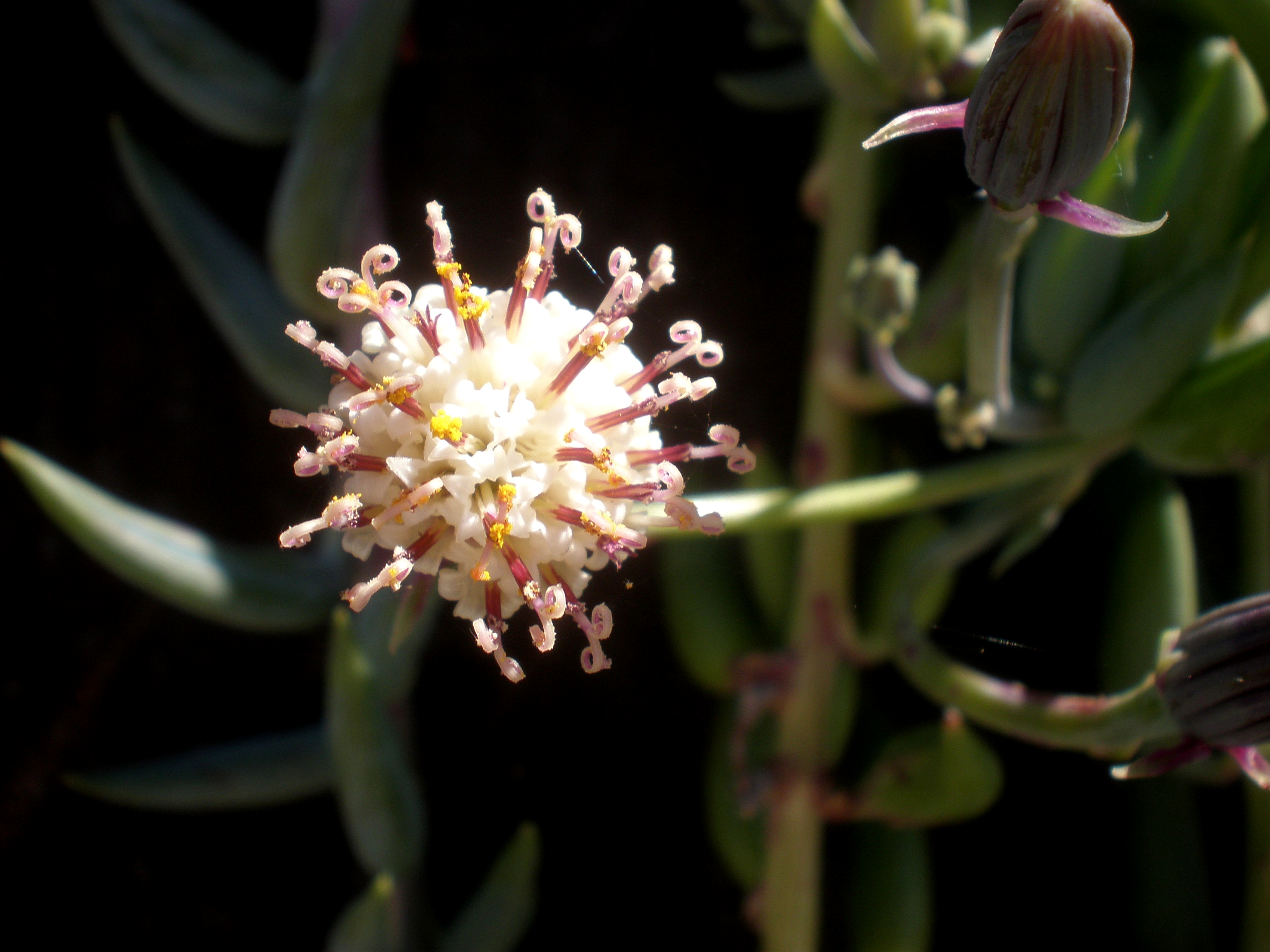
Inflorescencia en detalle.